# 給你一BUMP
《給你一BUMP》，日本音樂團體決明子的第13張單曲和代表作之一。2004年7月28日發行。

## 簡介
復古的1980年代迪斯科曲風。標題「給你一BUMP」指的就是迪斯科場上身體互相碰撞的舞蹈。音樂錄像帶邀請了PAPAYA鈴木和羽賀研二出演，錄像帶中還有這首歌曲的舞蹈動作教程。
在Oricon公信榜上最高排行第2位，是2004年度日本單曲銷量第15位。

## 收錄曲目
Words&music：決明子
1. 給妳一BUMP（君にBUMP）
basic track：NAOKI-T
sound produce：YANAGIMAN
2. 陪在我身邊（そばにいて）
basic track：YANAGIMAN
sound produce：YANAGIMAN
3. 海～潮騷30φmix～（海〜シオサイ30φmix）
4. 夜☆風 ～FPM disco tropicana～（よる☆かぜ 〜FPM disco tropicana〜）